# باغچه، عثمانیه
باهچه (به ترکی: Bahçe، به معنی باغچه) یکی از شهرستان‌های استان عثمانیه ترکیه است.
این شهرستان در کرانه‌های مدیترانه و در منطقه کوه‌های نور واقع شده‌است.